# 荃湾駅
荃湾駅（せんわんえき）は、香港新界荃湾区にある香港MTR荃湾線の駅である。

## 駅構造
- 相対式ホーム2面2線の地上駅で、橋上駅舎を備える。

| 荃湾線 ホーム | 相対式ホーム 降車専用               |
| 荃湾線 ホーム | ➊番線 荃湾線 当駅止まり 留置線方面→ |
| 荃湾線 ホーム | ← ➋番線 荃湾線 中環方面             |
| 荃湾線 ホーム | 相対式ホーム 乗車専用               |

## 駅周辺

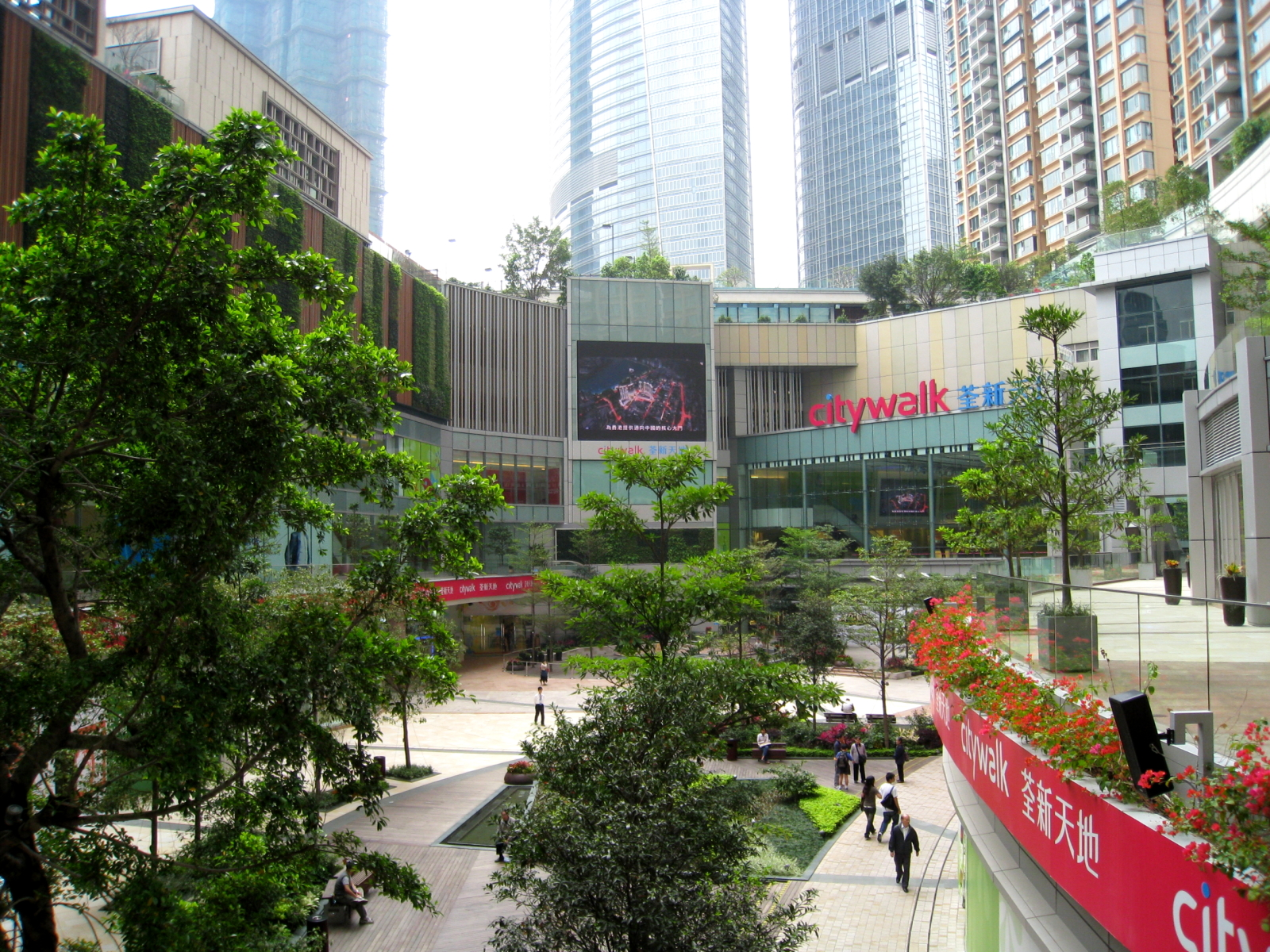
荃新天地

- 遠東帝豪酒店
- 悦来酒店
- 千色店百貨
- 荃湾城市中心 I
- 荃湾城市中心 II
- 荃新天地
- 協和広場
- 英皇娯楽広場
- 新領域広場
- 力生広場
- 荃昌中心
- 荃湾広場
- 主要大廈
- 99広場
- 中国染廠大廈
- 時貿中心
- 如心広場
- 中華基督教会全完第一小学
- 海壩街官立小学（中国語版）
- 路徳会聖十架学校（中国語版）
- 天佑小学（中国語版）
- 荃湾天主教小学（中国語版）
- 荃湾潮州公学（中国語版）
- 荃湾官立中学（中国語版）
- 南豊中心
- 仁済医院

## 歴史
- 1982年5月10日 - 開業。

## 画像

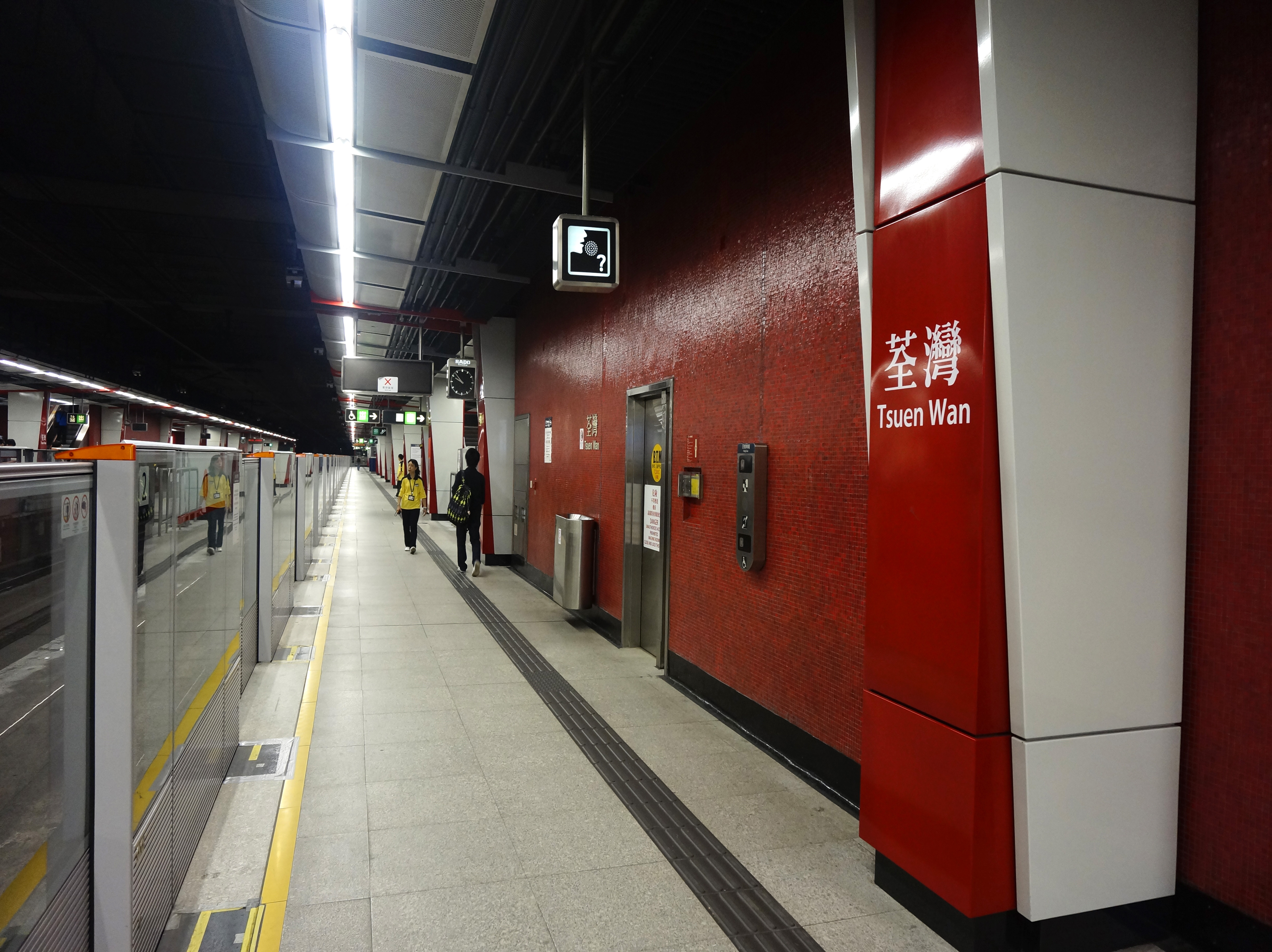
ホーム
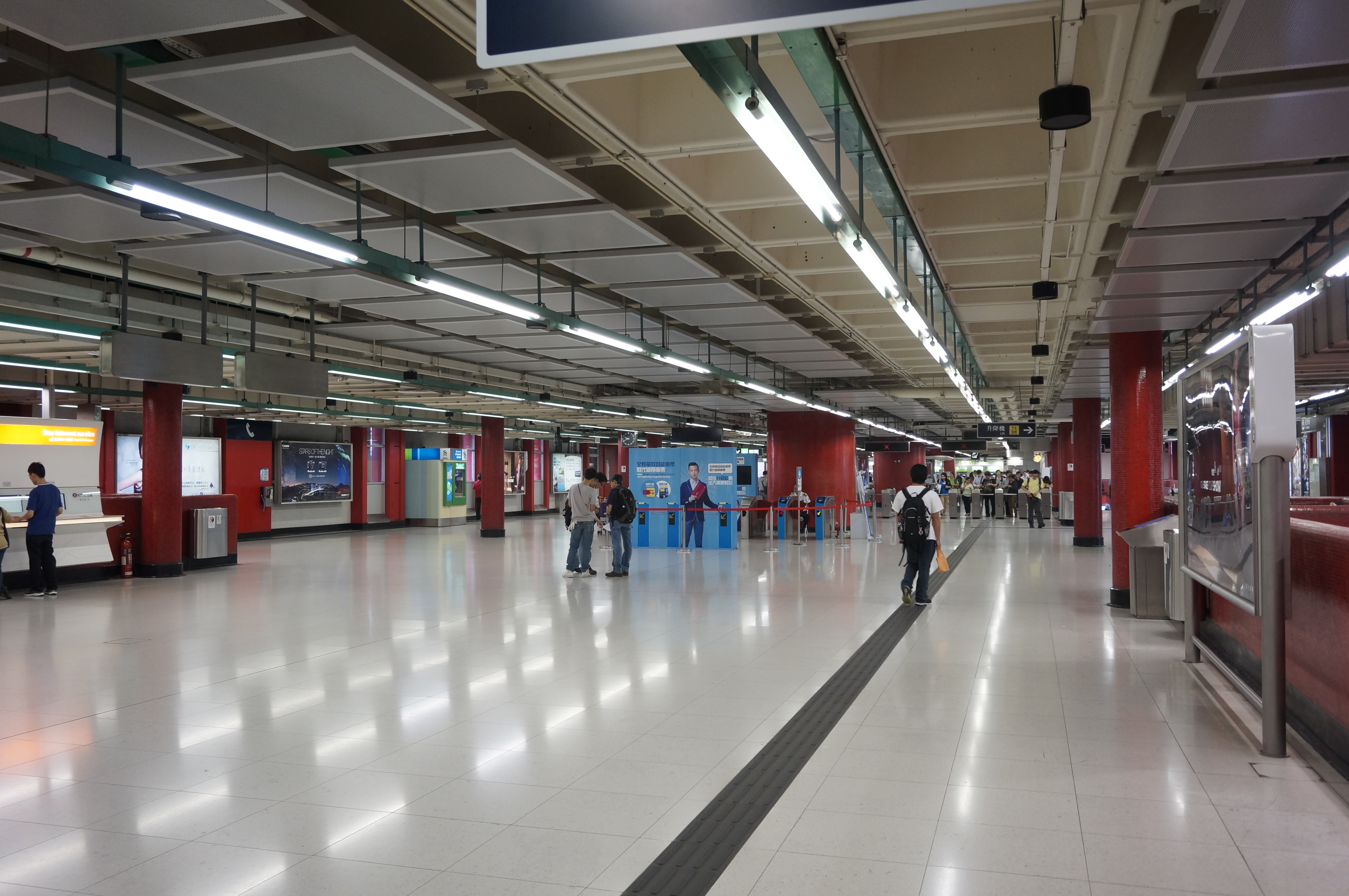
コンコース
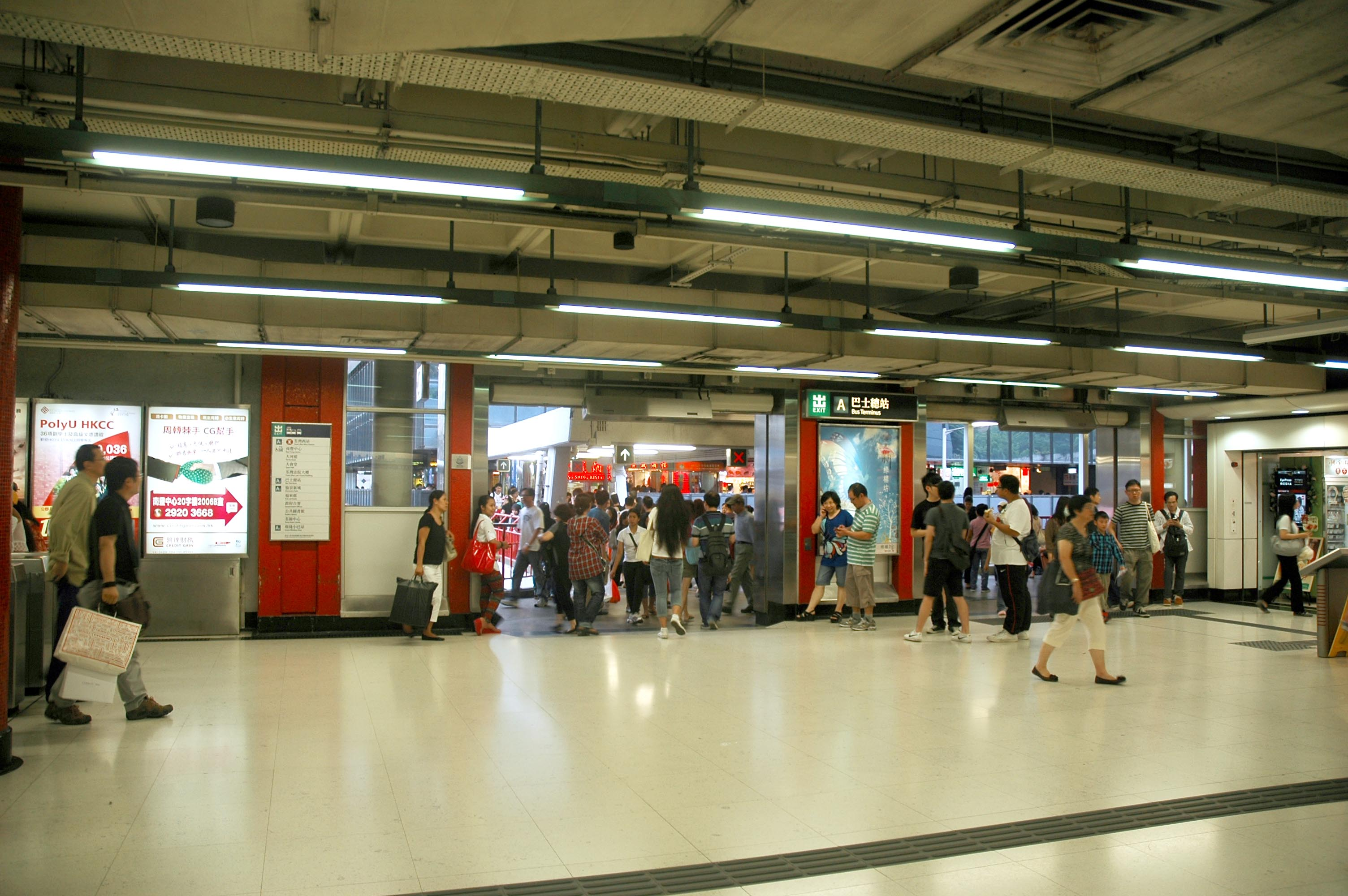
A出口

## 隣の駅
香港鉄路
■荃湾線
大窩口駅 - 荃湾駅